# John Carver
John Carver (født ca. 1576 i England – død. 15. april 1621 i Plymouth-kolonien) var den første guvernør i Plymouth-kolonien.